# Николай (Никольский)
Епископ Никола́й (в миру Алексей Николаевич Никольский; 20 февраля 1879, Орёл — 4 мая 1928, Москва) — епископ Русской православной церкви, епископ Вязниковский, викарий Владимирской епархии.

## Биография
В 1894 году окончил Орловское духовное училище по второму разряду, в 1900 году — Орловскую духовную семинарию по второму разряду.
В 1915 году был делопроизводителем Орловского епархиального училища.
В 1920 году окончил Петроградскую духовную академию со степенью кандидата богословия. Так как в 1918 году академия была официально закрыта большевистскими властями, завершать обучение ему пришлось, занимаясь с профессорами на их квартирах.
Был рукоположён во иерея, служил в сане протоиерея в Воскресенской церкви Орла. Был пострижен в монашество.
9 октября 1921 года в Орле хиротонисан во епископа Елецкого, викария Орловской епархии.
В 1922 году был арестован как и епископ Орловский Серафим (Остроумов) по обвинению в сопротивлении изъятию церковных ценностей. В июне решением губернского ревтрибунала епископ Серафим был осуждён на 7 лет, епископ Николай — на 3 года тюрьмы. После ареста архиереев в Орловской епархии начало быстро распространяться обновленчество. Освобождённый досрочно осенью 1922 года епископ Николай констатировал, что в Ельце обновленцы не имели авторитета у верующих, но всячески поддерживались местными властями.
24 сентября 1922 года общее собрание духовенства и мирян Елецкого викариатства единодушно постановило образовать «самоуправляющуюся автокефальную Елецкую Церковь с епископом во главе» с целью «отмежеваться от „Живой церкви“ до поместного Собора» и быть независимыми от духовенства Орла, в большинстве своём присоединившегося к обновленческому расколу. 8 октября 1922 года епископ Николай вступил в управление Елецкой епархией. Так как епископ Серафим (Остроумов) был ещё под арестом, принял на себя бремя управления тихоновскими приходами Орловской епархии.
В ноябре 1922 года Елецкое епархиальное управление, разместившееся в сторожке елецкой Сретенской церкви, на углу Соборной и Мясницкой улиц, начало работу, 18 ноября было принято решение опубликовать соответствующую информацию в газетах, в ГПУ было направлено официальное заявление о регистрации. Елецкий уездный исполком, признавая новообразованное епархиальное управление, дал ему разрешение на проведение 30 ноября епархиального съезда духовенства и мирян. Однако через несколько дней исполком постановил: «Елецкое епархиальное управление распустить, выданное разрешение на созыв съезда духовенства и мирян на 30 ноября с. г. аннулировать… виновных привлечь к ответственности». Всех причастных к созданию епархиального управления, включая епископа Николая, арестовали по обвинению в нарушении постановления декрета Совнаркома «Об отделении церкви от государства» о порядке утверждения и регистрации религиозных обществ, поскольку «документов на организацию епархиального управления Елецкого уезда… не зарегистрировано». Арестованных обвинили также в «поддержании устоев тихоновской церковной политики, которая своими деяниями поддерживает как русскую, а также и заграничную контрреволюции». Епископ Николай был приговорен к ссылке в Задонск, откуда он продолжал управлять епархией.
В марте 1923 года Орловский губисполком отмечал, что «лишь в г. Ельце и Болхове большинство духовенства держится за старую церковь благодаря агитации епископов Даниила… и Николая».
Находился в заключении в Москве. С ноября 1924 года проживал в Москве, где в ноябре 1925 года был арестован вместе с другими архиереями — сторонниками Патриаршего местоблюстителя митрополита Петра (Полянского). Находился в заключении в Бутырской тюрьме, в 1926 году был выслан в Тверскую губернию, где жил в Антониевом Краснохолмском монастыре. В июне 1927 года был освобождён из ссылки без права проживания в 6 центральных губерниях.
С сентября 1927 года — епископ Вязниковский, викарий Владимирской епархии.
Жил в Даниловском монастыре в Москве и вместе с Даниловской группой находился в оппозиции к церковно-политическому курсу Заместителя Патриаршего местоблюстителя митрополита Сергия (Страгородского).
По воспоминаниям архимандрита Феодосия (Алмазова), отбывавшего вместе с ним наказание:

В камере 69 Бутырской тюрьмы койки наши стояли рядом. Ночью проснёшься, а святитель стоит на молитве. И так каждую ночь: удостоверяю. Православие его не в слове только, но и в деле: он одиннадцать раз до 1924 г. был арестован, почти все своё святительство провёл в тюрьмах <…>. Паства любила его до самозабвения, это и причина, по которой его преследовали. Мне известно, что он очень сокрушался, что одно время считал митрополита Сергия столпом Церкви. По словам рассказчика, эта скорбь и свела его в могилу: так он точно и нежно берег истину исповедания. Не мог он пережить того позора, в который повергнута была Церковь декларацией митрополита Сергия в 1927 г.

Занимал Вязниковскую кафедру до 5 апреля 1928 года. Вероятно был уволен на покой по собственному прошению, выражая тем самым своё несогласие с курсом митрополита Сергия.
Скончался 4 мая 1928 года в Москве, похоронен на Даниловском кладбище.